# Death by Black Hole
Death by Black Hole: And Other Cosmic Quandaries är en populärvetenskaplig bok skriven av Neil deGrasse Tyson som utgavs första gången 2007 och i en ny reviderad version 2014. Det är en antologi med flera av Tysons mest populära artiklar.